# HD 125612 b
HD 125612 b是一顆環繞室女座黃矮星HD 125612的太陽系外行星，距離地球約180年。該行星是以徑向速度法發現，並於2007年4月10日公布。

## 外部連結
- . Exoplanets.   [2013-04-20]. （原始内容存档于2009-11-24）.